# Rio Doce (Minas Gerais)
Rio Doce – miasto i gmina w Brazylii, w stanie Minas Gerais. Znajduje się w mezoregionie Zona da Mata i mikroregionie Ponte Nova.